# アンナ・ノルドランデル
アンナ・ノルドランデル（Anna Catharina Nordlander、1843年10月28日 - 1879年2月26日）はスウェーデンの女性画家である。肖像画や風俗画で知られる。

## 略歴
ヴェステルボッテン県のシェレフテオに生まれた。父親は教区牧師でシェレフテオで育った。美術に興味を持ち、当時、女性は家庭の仕事をする事が通常であったが、画家を目指し23歳の1866年にスウェーデン王立美術院に入学が許された。2年間、王立美術院で学んだ後も、ベルギーのブリュッセル王立美術アカデミーで、ジャン＝フランソワ・ポルテール（Jean-François Portaels）のもとで学び、パリのアカデミー・ジュリアンでも学んだ。
肖像画や風俗画を描き、特筆される事は、サーミ人の生活を描いた最初の画家の一人となったことである。ノルドランデルの作品はスウェーデン国立美術館などに収められている。36歳でストックホルムで亡くなった。特別に評価されてこなかった画家であるが20世紀の後半に女性画家のパイオニアとして再評価された。1995年にシェレフテオにアンナ・ノルドランデル美術館（Museum Anna Nordlander）が設立された。

## 作品画像

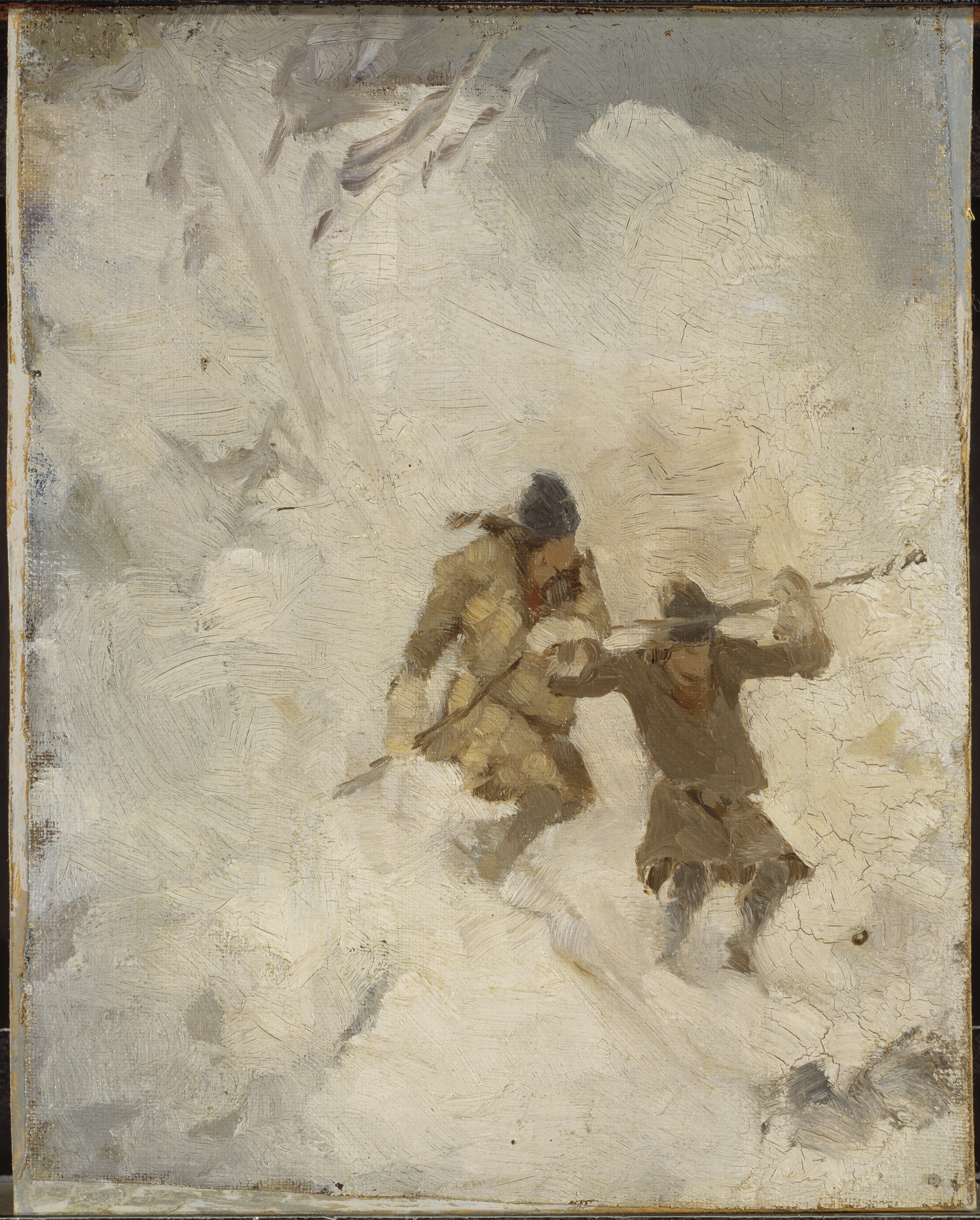
スキーを学ぶサーミ人
ゆりかご

病気のラップ人
ラップランドの女性と子供
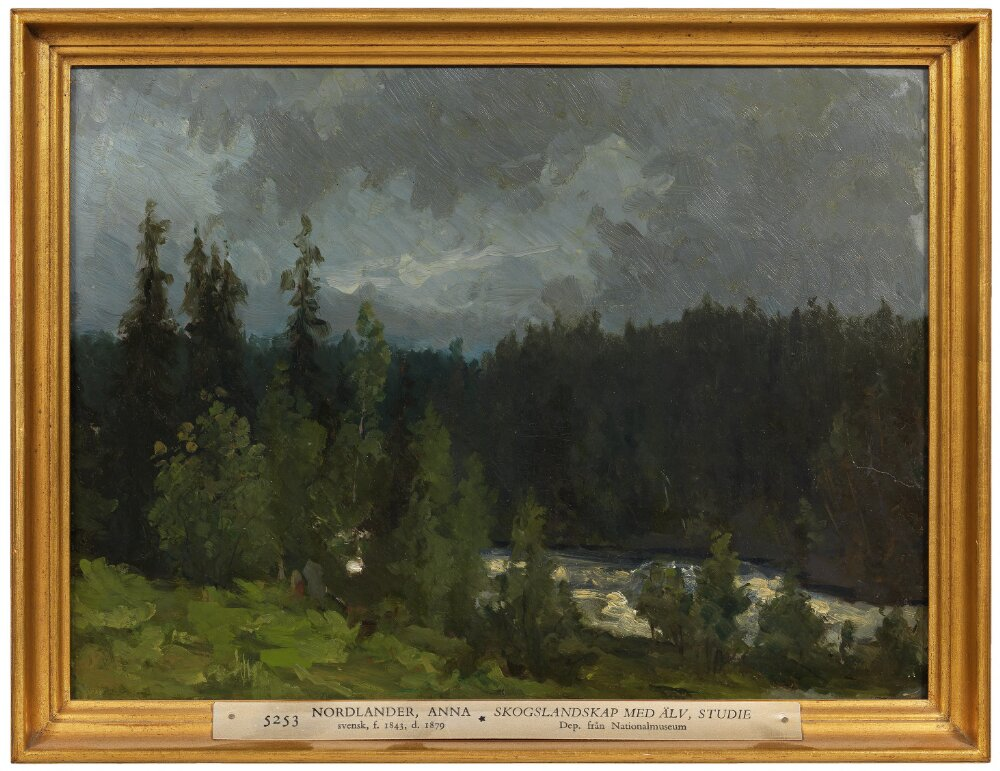
風景画